# Hermann Schmid (Schauspieler)
Hermann Schmid (* 8. Jänner 1939 in Wolfsberg in Kärnten; † 23. Dezember 2022 in Wien) war ein österreichischer Schauspieler und Regisseur.

## Leben und Wirken
Schmid absolvierte ein Justiz- und Philosophiestudium. Er erhielt eine Schauspielausbildung bei Rudolf Buczolich und Fritz Zecha. Seit 1975 war er Schauspieler an deutschen und österreichischen Theatern (wie dem Schauspielhaus, Volkstheater und am Burgtheater).
Neben dem Theater hatte Schmid zahlreiche Rollen in Film und Fernsehen, darunter Serien wie die Alpensaga, das Ringstraßenpalais, Eurocops und auch einige Tatortepisoden.
Schmid war ab 1980 mit Elizabeth T. Spira (1942–2019) verheiratet und hat eine Adoptivtochter.
Hermann Schmid verstarb am 23. Dezember 2022 und wurde auf dem Wiener Zentralfriedhof beigesetzt.

## Filmografie
- 1971: Die heilige Johanna
- 1976: Alpensaga – Liebe im Dorf
- 1977: Alpensage – Der Kaiser am Lande
- 1981: Kopfstand
- 1983: Ringstraßenpalais (7 Episoden)
- 1985: ...beschloss ich Politiker zu werden
- 1986: Der Leihopa – Drum prüfe wer sich ewig bindet
- 1986: 38 – Auch das war Wien
- 1988–1992: Eurocops (12 Episoden)
- 1988: Einstweilen wird es Mittag oder Die Arbeitslosen von Marienthal
- 1988: Der Zug
- 1990: Weiningers Nacht
- 1991: Alltagsgeschichte – Denn Hundeherzen schlagen treu
- 1991: Malina
- 1993: Der Fall Lucona
- 1995: Tatort – Die Freundin
- 1995: Phettbergs Nette Leit Show – Die Show vom 25. November 1995
- 1996: Tempo
- 1997: Schloss Orth – Happy Birthday
- 1997: Geschäft mit der Lust
- 1997: Spurensuche
- 1998: Kommissar Rex – Tod eines Schülers
- 2000: Julia – Eine ungewöhnliche Frau – Spontane Gefühle
- 2001: Tatort – Nichts mehr im Griff
- 2001: Kommissar Rex – In letzter Sekunde
- 2002: Gebürtig
- 2002: Regentage
- 2002: Julia – Eine ungewöhnliche Frau – Ein neues Leben
- 2006: Tatort – Tödliches Vertrauen
- 2013: Paul Kemp – Alles kein Problem – Die Falle

## Auszeichnungen (Auszug)
- 1981/1982: Karl-Skraup-Preis für schauspielerische Leistung